# ケンシロウ・ダニエルズ
ケンシロウ・マイケル・ロントク・ダニエルズ（Kenshiro Michael Lontok Daniels、1995年1月13日 - ）は、アメリカ合衆国とフィリピンのサッカー選手。フィリピン代表。ポジションはMFまたはFW。

## クラブ歴
2012年からカヤFCのユースで過ごし、翌年カヤFCのトップチームに昇格しプロとなった。

## 代表歴
2014年3月1日に行われたマレーシア代表との親善試合で代表初出場を果たした。この試合は0-0の引き分けに終わった。

## 人物
彼は元キックボクサーで俳優のゲイリー・ダニエルズとフィリピン人の母親の間にアメリカ合衆国カリフォルニア州アーバインで生まれた三男である。彼の名前は父のゲイリーが北斗の拳の実写映画に主役のケンシロウとして出演したことに由来している。